# Рафал Вояшински
Рафал Михал Вояшински (на полски Rafał Michał Wojasiński) е полски прозаик и драматург.

## Биография
Рафал Вояшински е роден на 14 март 1974 г. в Лубранец, Полша. Възпитаник е на гимназия „Ян Каспрович“ в Избица Куявска, абсолвент на Мазовецко висше училище по хуманитарни науки и педагогика в Лович, специалност полска филология.
Член е на варшавския клон на Съюза на полските писатели (в периода 2008–2011 г. е член на управителния съвет на съюза.Завежда отдел „Проза“ на литературното списание „Wyspa“. Автор е на репортажи, публикувани в списанията „Nowa Wieś”, „Gospodyni”, „Gospodarz”. Публикува литературни текстове е „Rzeczpospolita” (притурката „Plus-Minus”), „Odra”, „Twórczość”, „Dialog”, „Nowa okolica poetów”, „Przegląd powszechny”, „Czterdzieści i cztery”, „Gazeta polska”, „Gazeta wyborcza”, „Akant”, „Wyspa”, „Gazeta pomorska”.
Преподавател по съвременна литература и анализ на литературно произведение в Мазовецко висше училище по хуманитарни науки и педагогика в Лович. Учител по полски език в началните училища в Бяли Дунайец и Варшава.
Творбите на Вояшински са преведени на хърватски език (разказът „Показания“ излиза в хърватското литературно списание „Tema”), романът „Старата” е преведен на английски, испански и български, а „Оланда“ на български, английски и немски език.

## Награди и отличия
- Дебют за 2004 година – награда в полския Национален литературен конкурс „Литературни четвъртъци на  Цептер за перото на Цептер“ за книгата „Крадецът на риби“ (2005)[3]
- Награда „Владислав Оркан“ за книгата „Крадецът на риби“ (2005)
- Номинация за литературната награда „Реймонт“ – за книгата „Ян Новицки: Пътят към дома“ (2011)
- Номинация за литературната награда „Юзеф Мацкевич“ – за книгата „Крадецът на риби“ (2005)
- Стипендия на министъра на културата и националното наследство в областта на литературата (2008)
- Стипендия на фондация Grazella в областта на литературата(2007)
- Феникс – отличие за книгата „Старата“ (2012)
- Литературна награда на столица Варшава – номинация за книгата „Старата“ (2012)
- литературната награда „Юзеф Мацкевич“ – за книгата „Старата“ (2012)
- Литературна награда „Марек Новаковски“ за сборника „Оланда“ (2019)
- Награда за драма на Гдиня за пиесата „Сестри“ – 2019
- Литературна награда на столица Варшава – 2022

## Публикации
- Pocieszenie i dziesięć listów (Утеха и десет писма), Krajobraz, Warszawa 2000, ISBN 83-913732-0-7.
- Złodziej ryb (Крадецът на риби), Nowy Świat, Warszawa (dwa wydania) 2004, 2005 ISBN 83-7386-056-8.
- Przyjemność życia (Удоволствието от живота), Wydawnictwo Dolnośląskie, Wrocław 2005 ISBN 83-7384-245-4.
- Humus (Хумус), Wydawnictwo Dolnośląskie, Wrocław 2006 ISBN 83-7384-422-8.
- Piękno świata (Красотата на света), Państwowy Instytut Wydawniczy, Warszawa 2009 ISBN 978-83-06-03200-0.
- Jan Nowicki droga do domu (Ян Новицки: Пътят към дома), Nowy Świat, Warszawa 2009 (książka o Janie Nowickim) ISBN 978-83-7386-375-0.
- Stara, Nowy Świat, Warszawa 2011 (II wydanie – 2012)
- Старата, превод Вера Деянова, издателство Ерго, София 2014, ISBN: 9789548689540
- Olanda, Wydawnictwo Nisza, Warszawa 2018
- Olanda, Glagoslav publications, Londyn 2020
- Оланда, превод Лъчезар Селяшки, издателство Ерго, София 2021, ISBN: 9786197392760
- Dramaty (Драми), Księgarnia Akademicka, Kraków 2020
- Tefil, Wydawnictwo Nisza, Warszawa 2022

## Театрални реализации
- Ciocia (Леля), трагикомедия, театър „Druga Strefa“ във Варшава, реж. Sylwester Biraga, в главната роля Emilia Krakowska; премиера 2007
- Pokojówka (Камериерката), трагикомедия, театър „Druga Strefa“ във Варшава, реж. Sylwester Biraga, в главната роля Halina Chrobak; премиера 2010
- Stara (Старата), Театър на Полското радио, режисура и адаптация Waldemar Modestowicz, в главните роли: Stanisław Brudny, Emilia Krakowska, Mariusz Bonaszewski, премиера 2011
- Obcy człowiek (Чужд човек), Театър на Полското радио, в ролите: Monika Krzywkowska, Leon Charewicz, Adam Woronowicz, режисьор Waldemar Modestowicz, премиера 2011
- Ten (Този), Театър на Полското радио, реж. Waldemar Modestowicz; в ролите: Olgierd Łukaszewicz, Ewa Konstancja Bułhak, Adam Ferency, Leon Charewicz, Grzegorz Kwiecień, премиера ноември 2012
- Gruziński toast albo szkielet śledzia  (Грузински тост или скелет от херинга), монодрама, реализирана от „Pod górkę”; в ролите: Stanisław Górka, reżyseria Wojciech Solarz, музика Jerzy Derfel, премиера март 2013
- Ludzie przy rzece (Хора край реката), Театър на Полското радио, реж. Waldemar Modestowicz; в ролите:Maria Pakulnis, Ewa Konstancja Bułhak, Leon Charewicz, Andrzej Mastalerz, премиера юни 2013
- Światło w lesie (Светлина в гората), Театър на Полското радио, реж. Waldemar Modestowicz; в ролите: Danuta Stenka, Joanna Jeżewska, Arkadiusz Jakubik, Krzysztof Stelmaszyk, Leon Charewicz, премиера декември 2013
- Pukanie do drzwi, Театър на Полското радио, реж. Waldemar Modestowicz; в ролите: Mariusz Bonaszewski, Jolanta Fraszyńska, Ewa Knstancja Bułhak, Maria Pakulnis, Leon Charewicz, премиера май 2015.
- Pif paf (Пиф паф), Театър на Полското радио, реж. Waldemar Modestowicz; в ролите: Danuta Stenka, Mariusz Bonaszewski, Ewa Konstancja Bułhak, Szymon Bobrowski, Jacek Braciak, премиера януари 2016
- Wariat (Лудият), Театър на Полското радио, реж. Waldemar Modestowicz; в ролите: Jacek Braciak, Ewa Konstancja Bułhak, Kamila Baar, Grzegorz Damięcki, Leon Charewicz.; премиера – ноември 2016
- Wariat, спектакъл на Телевизионен театър, реализиран в рамките на проект „Teatroteka“, реж. Jakub Cuman, в главната роля Piotr Głowacki; март 2017
- Długie życie (Дълъг живот), Театър на Полското радио, реж. Waldemar Modestowicz; в ролите: Anna Seniuk, Marian Opania, Martyna Kowalik, Sławomir Orzechowski; премиера октомври 2017
- Donos (Донос), Театър на Полското радио, реж. Waldemar Modestowicz; в ролите: Piotr Adamczyk, Olga Sarzyńska, Jacek Braciak, Piotr Grabowski; премиера май 2018
- Dziad Kalina, Театър на Полското радио, реж. Waldemar Modestowicz; в ролите: Jadwiga Jankowska – Cieślak, Anna Chodakowska, Marian Opania, Andrzej Mastalerz, премиера октомври 2018
- Siostry (Сестрите), Театър на Полското радио, реж. Waldemar Modestowicz; в ролите: Maria Pakulnis, Adam Ferency, Wiktoria Gorodeckaja, Olga Sarzyńska, Mateusz Rusin, премиера юни 2019
- Gospodyni domowa (Домакиня), Театър на Полското радио, реж. Waldemar Modestowicz; в ролите: Jadwiga Jankowska Cieślak, Olgierd Łukaszewicz, премиера март 2020
- Pogrzebowcy (Погребвачи), Театър на Полското радио, реж. Waldemar Modestowicz; в ролите: Anna Chodakowska, Adam Ferency, Zdzisław Wardejn, октомври 2020
- Numer szesnaście (номер шестнайсет), Театър на Полското радио, реж. Waldemar Modestowicz; в ролите: Ewa Konstancja Bułhak, Lidia Sadowa, Zbigniew Zamachowski, Sławomir Orzechowski, май 2021
- Siostry (Сестрите), спектакъл на Телевизионен театър, реализиран в рамките на проект „Teatroteka“, реж.  Paweł Wróbel; в главните роли: Agnieszka Przepiórska, Adam Ferency, октомври 2021
- Drewniany tulipan (Дървеното лале), Театър на Полското радио, режисура и адаптация Jakub Cuman, в ролите: Kamilla Baar, Piotr Głowacki, март 2022[4]
- Tefil (Тефил), радиопиеса, реж. Marek Głuszczak, в ролите: Robert Czebotar, Milena Staszuk, Adria Jakubik, ноември 2022